# Seminario vescovile di Vittorio Veneto
Il seminario vescovile di Vittorio Veneto è l'istituzione della diocesi di Vittorio Veneto in cui vengono formati i futuri presbiteri per il servizio nella diocesi; con lo stesso nome viene designato anche l'edificio in cui essa ha sede, situato in Vittorio Veneto.
Il seminario nasce in attuazione del Concilio di Trento nel 1587 per volere di Marco Antonio Mocenigo, vescovo di Ceneda dal 1586 al 1599.
Il patrono del seminario vescovile è san Francesco di Sales. Il motto dell'istituto è Spes in semine ossia "La speranza è nel seme".

## Storia
Il 15 febbraio 1587 comincia la vita del seminario di Vittorio Veneto per volontà del vescovo di Ceneda Marco Antonio Mocenigo, che accoglie i primi dodici seminaristi. Il Concilio di Trento aveva infatti imposto ad ogni diocesi di istituire e mantenere un collegio per la formazione del clero. Il concilio tridentino prevedeva la collocazione dei seminari nei pressi della cattedrale, per cui la sede originaria del seminario di Ceneda (poi Vittorio Veneto) fu individuata in un edificio a due piani esistente da tempo e in uso come abitazione privata, situato ove oggi sorge l'ala del seminario che si affaccia sulla via Largo del Seminario, continuazione di via del Fante.
Per tutto il XVII e XVIII secolo il numero dei seminaristi che frequentavano il seminario oscillavano tra un minimo di 10 ad un massimo di 44 chierici. Erano dunque una minoranza rispetto a quanti continuarono a prepararsi al sacerdozio secondo le vecchie consuetudini, cioè nelle canoniche. Ciò avvenne in tutte le diocesi poiché mancavano i mezzi e le strutture per rendere il seminario istituzione esclusiva per la formazione del clero. Tuttavia apparve subito chiaro che la formazione ricevuta nelle canoniche non poteva competere con quella conseguita nei seminari, nei quali operavano guide preparate e dedite esclusivamente alle manisioni educative. Tra il 1710 e il 1713 il seminario di Vittorio Veneto rimase chiuso per gravi difficoltà economiche.
Tra il 1724 e il 1731 fu rettore del seminario il lessicografo Egidio Forcellini, chiamato dal vescovo di Ceneda Francesco Trevisan. In quel periodo Forcellini dovette interrompere o comunque rallentare la redazione del suo Totius Latinitatis lexicon cioè il grande lessico della lingua latina.
Il XIX secolo fu particolarmente fiorente per il seminario, tanto che, per dare modo ad un crescente numero di giovani di frequentarlo, fu fondato il collegio vescovile. Il collegio, attivo per vent'anni tra il 1830 e il 1850, era un convitto nel quale vivevano i chierici che frequentavano le scuole del seminario e che non potevano pemettersi di risiedervi per motivi economici. Nel 1840 furono terminati i lavori di edificazione di un nuovo fabbricato, non più esistente, dietro il primitivo edificio. Nel 1848 gli studenti frequentanti i tre corsi del seminario (ginnasio, filosofia e teologia), tra interni ed esterni, arrivarono ad essere quattrocento, senza contare i centosessanta bambini delle elementari.

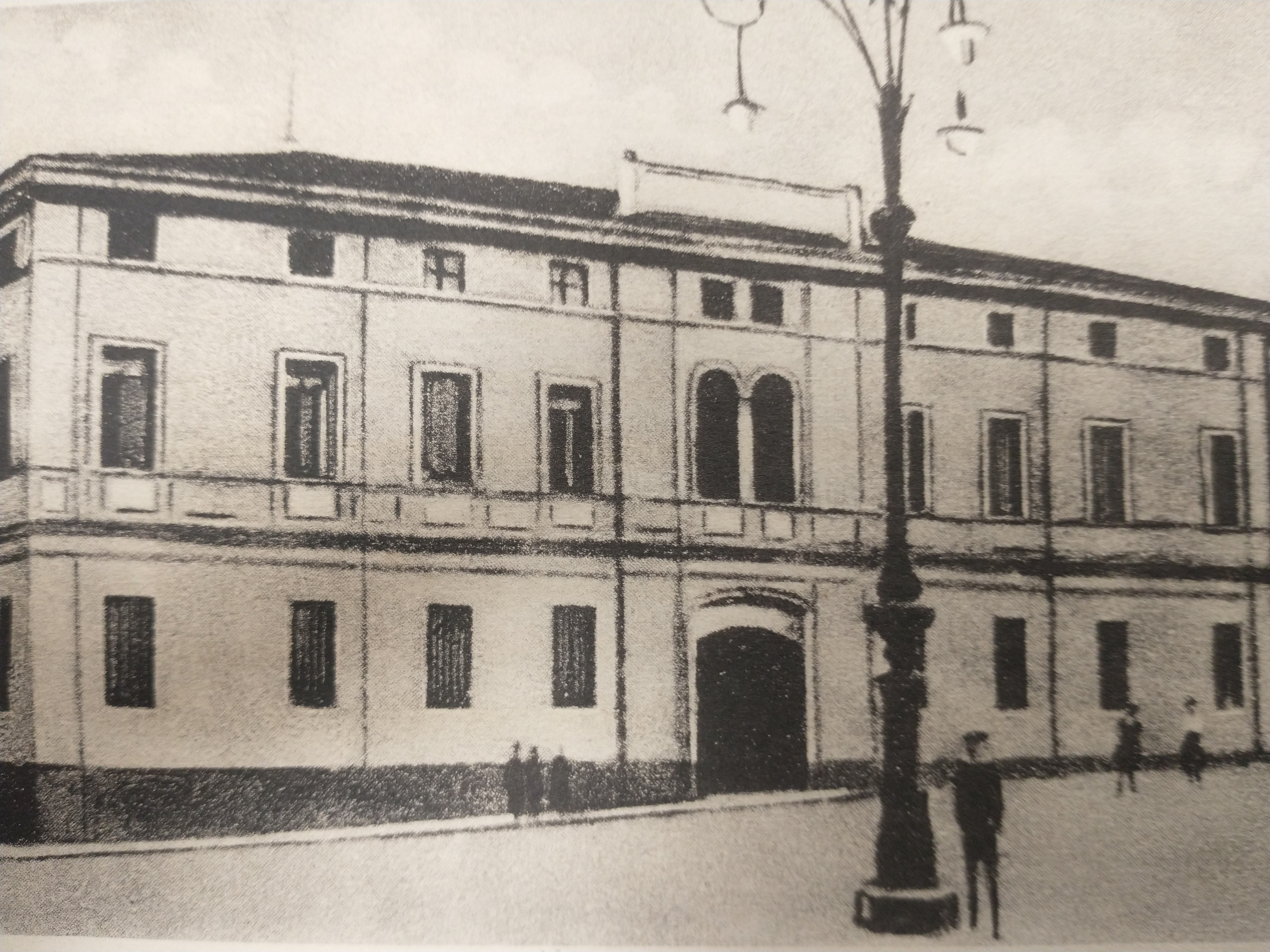
Palazzo Brandolini Rota dalla piazza di Ceneda in una foto di inizio Novecento

Nel 1866 il passaggio del Lombardo-Veneto dalla dominazione austriaca al Regno d'Italia segnò l'inizio di un periodo difficile per il seminario, che aveva come principale mezzo di sostentamento il sussidio governativo. Infatti con il cambio del governo cadeva il riconoscimento pubblico del ginnasio e quindi il sussidio delle autorità civili. Di fronte a questo problema si decise di cedere per tre anni i locali del seminario all'autorità municipale, che vi istituì il proprio ginnasio e il proprio convitto. Il seminario fu danneggiato da questa scelta protrattasi per quattro anni e si vide diminuire notevolmente il numero dei seminaristi. Nel 1871 il seminario venne restituito all'autorità ecclesiastica e riprese faticosamente la sua attività, tra innumerevoli difficoltà economiche.
Nel 1885 divenne vescovo della diocesi cenedese Sigismondo Brandolini Rota che, provenendo dall'omonima famiglia di conti, coprì il deficit del seminario e fece edificare a sue spese il palazzo che ancor oggi si affaccia sulla piazza di Ceneda. Inaugurata nel 1893, la nuova ala fu pensata anche come residenza invernale per i vescovi che lo avessero desiderato. In quegli anni dei 140 studenti del seminario solo la metà vivevano nel convitto e solo 35 erano aspiranti al sacerdozio (distribuiti tra ginnasio e corso teologico).

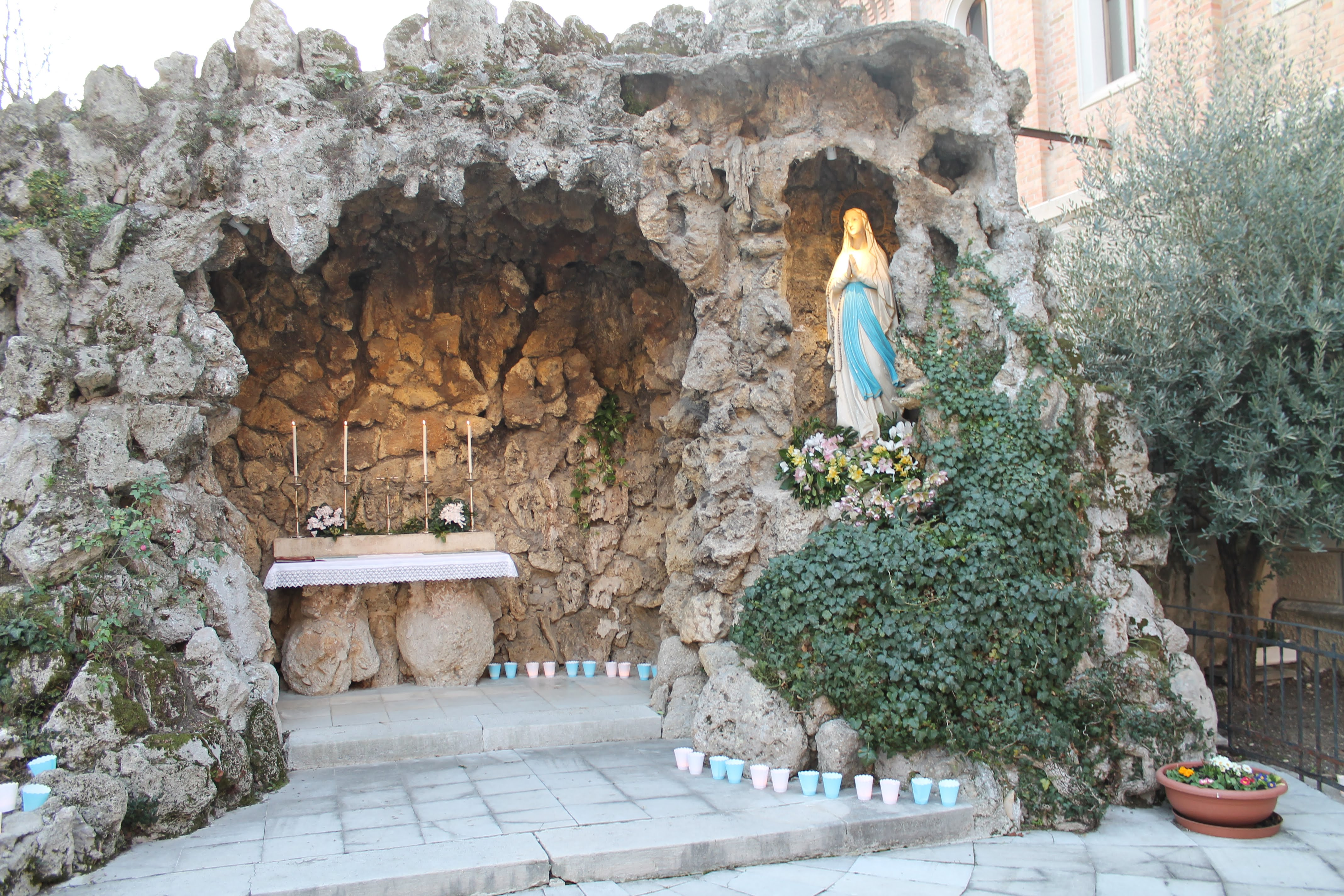
La grotta della Madonna di Luordes edificata tra il 1913 e il 1914

Dal 1906, per volere del vescovo Andrea Caron, il Seminario cominciò ad accogliere solo studenti aspiranti al sacerdozio, ponendo così fine alla consuetudine plurisecolare di accogliere nelle aule scolastiche la convivenza di studenti interni e esterni. Nel 1909 i seminaristi arrivarono ad essere un centinaio.

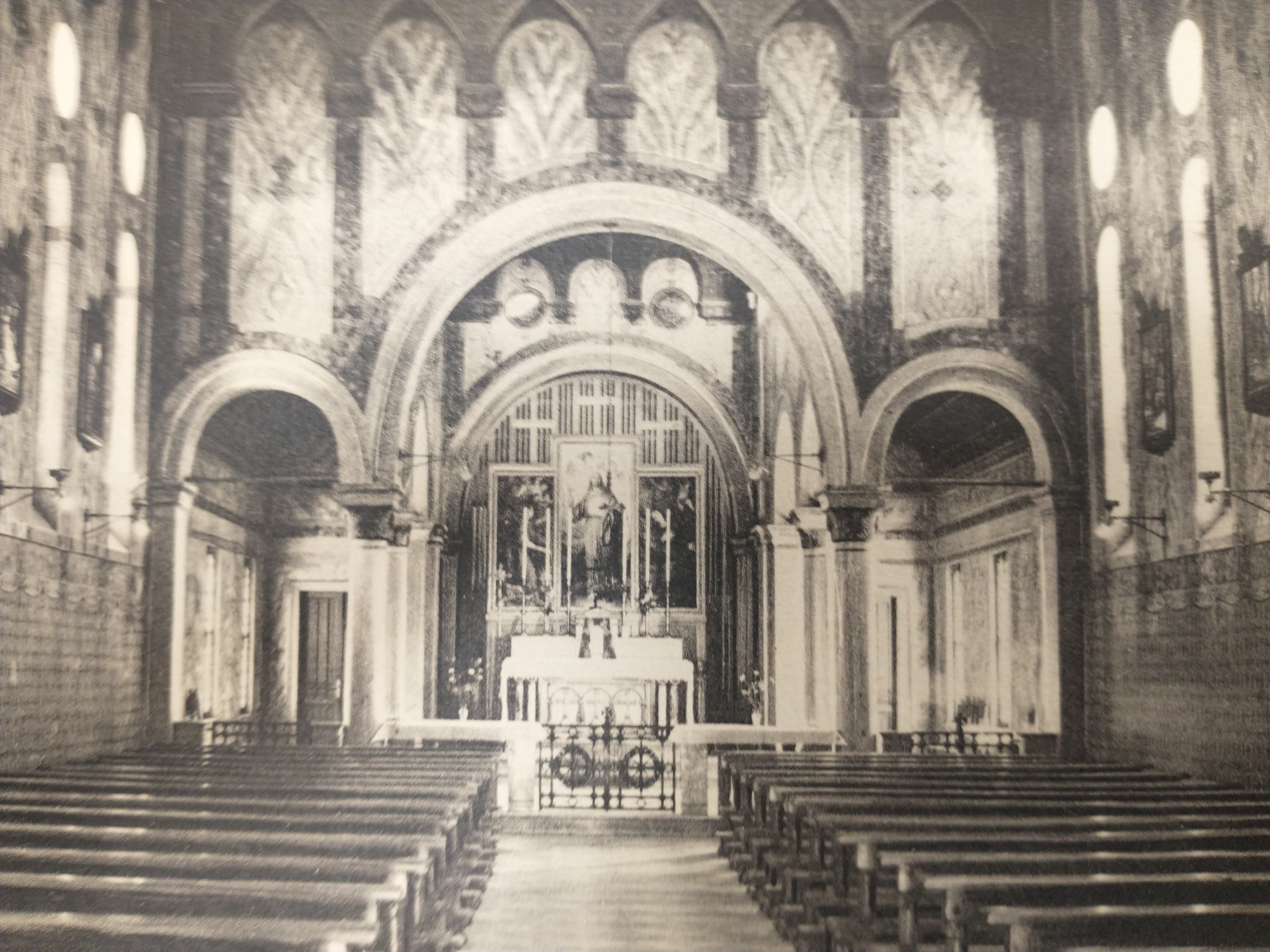
La cappella del Sacro Cuore progettata dall'architetto Domenico Rupolo

Tra il 1913 e il 1914 i seminaristi della teologia costruirono la grotta della Madonna di Lourdes, con i massi e le rocce che portavano in seminario di ritorno dalle passeggiate quotidiane sui colli vicini: un gesto con il quale vollero porsi sotto la protezione di Maria.
Di lì a poco scoppiò la prima guerra mondiale e i locali del seminario vennero tramutati dal vescovo Rodolfo Caroli in ospedale militare italiano e dopo la battaglia di Caporetto nel 1917, il seminario cessò ogni attività e diventò ospedale militare austriaco. Il seminario riaprì nel gennaio 1919 sotto l'impulso del vescovo Eugenio Beccegato, il quale operò instancabilmente per ripopolarlo tanto che tra la fine degli anni venti e l'inizio degli anni trenta del secolo si raggiunse il numero di 250 seminaristi.
Nel 1923 ebbero inizio i lavori di costruzione di un nuovo edificio, progettato dall'architetto Domenico Rupolo, che comprendeva al pian terreno le aule scolastiche, e al piano superiore la cappella del Sacro Cuore. Il 4 luglio 1926 il vescovo Eugenio Beccegato la consacrò e in seguito, dietro l'altar maggiore, venne posta la pala del Sacro Cuore dipinta da Luigi Cima da Villa di Villa (Mel) a formare un trittico assieme alla pala dell'Annunciazione proveniente dalla vecchia cappella opportunamente adattata.
Nel 1930 venne completato il restauro dell'ala costruita da Sigismondo Brandolini Rota. Il palazzo di fine Ottocento, che si affaccia sulla piazza di Ceneda, venne innalzato di un piano e ne venne rifatta la facciata in stile settecentesco sul progetto dell'ingegnere veneziano Domenico Mocelin. In questa occasione venne eretta anche la torretta per l'osservatorio meteorologico.
Il 2 settembre 1931 il vescovo Eugenio Beccegato approvò la proposta dell'abate di Oderzo, Domenico Visintin, già prorettore del seminario, di istituire una specie di seminario minore per la bassa diocesi: la acuola apostolica di Oderzo. Si trattò di una scuola dedicata a ragazzi di quinta elementare e prima e seconda ginnasio, anche esterni, istituita allo scopo di assistere le vocazioni ecclesiastiche e religiose. Una volta terminata la seconda classe ginnasiale, quelli che si sentivano chiamati al sacerdozio sarebbero passati al seminario diocesano, oppure sarebbero stati indirizzati ad altri istituti religiosi di loro libera scelta. All'interno della scuola apostolica di Oderzo nacque alla fine degli anni quaranta l'Istituto San Pio X per prendersi cura delle vocazioni missionarie in particolare questo istituto aveva lo scopo di preparare ragazzi della diocesi da inviare come seminaristi nella Terra santa, perché lì proseguissero gli studi, conoscendo fin da piccoli la cultura e la lingua di quel popolo e diventando poi preti per quella terra. Negli anni, attraverso quest'istituto, la chiesa vittoriese ha donato ben dieci preti alla Terra santa tra cui Giacinto Marcuzzo e Ilario Antoniazzi.
Il 18 ottobre 1936 il terremoto del Cansiglio danneggiò gravemente anche gli edifici del seminario tanto da renderli inagibili. L'anno scolastico 1936-1937 si tenne quindi nella villa Pisani di Biadene (Montebelluna), residenza estiva dei seminaristi di Treviso e concessa provvidenzialmente dal vescovo di Treviso Antonio Mantiero. Si cominciò quindi a progettare un nuovo grandioso fabbricato in cemento armato secondo i criteri antisismici che permettesse la demolizione degli edifici lesionati dal terremoto. Il progetto fu realizzato dall'architetto Ferdinando Forlati e dell'ingegnere Ottorino Bisazza e i lavori cominciarono nel 1942 inaugurati dal vescovo Eugenio Beccegato, ma si interruppero ben presto a causa dell'aggravarsi della seconda guerra mondiale.

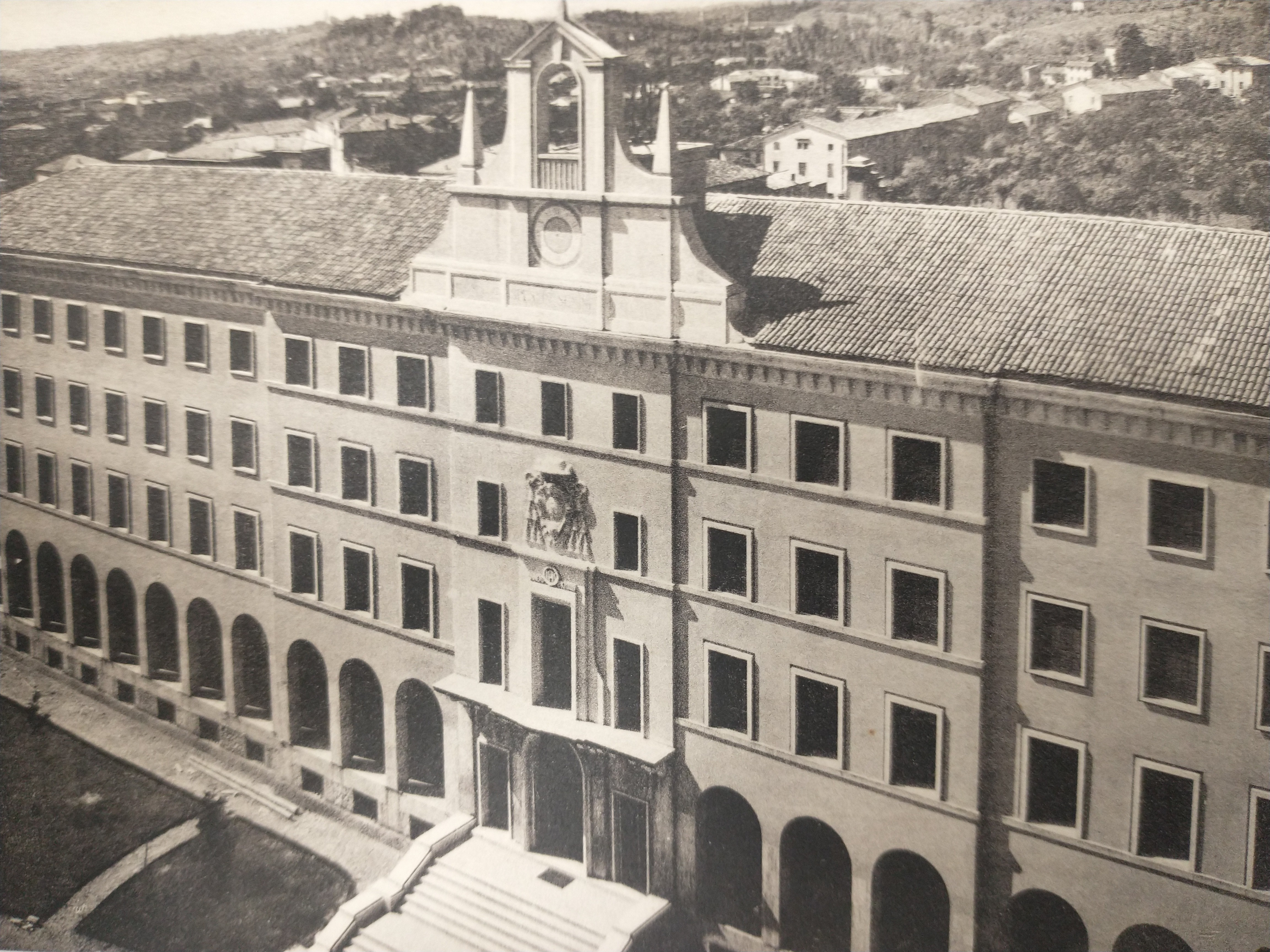
Il corpo centrale del seminario dopo i lavori del 1950

L'11 febbraio 1943 i seminaristi e i superiori si affidarono solennemente al Cuore Immacolato di Maria con una preghiera che da allora verrà riproposta annualmente l'11 febbraio. Durante la seconda guerra mondiale il seminario rimase aperto e in funzione, pur in spazi ridotti, anche durante l'occupazione dei locali da parte delle truppe tedesche dai primi mesi del 1945 fino agli eventi della Liberazione.
Al termine della guerra, sotto l'episcopato di Giuseppe Zaffonato, avverrà un vero e proprio rinnovamento edilizio: costruzione dell'ala di raccordo tra il corpo centrale e l'ala Brandolini Rota nel 1948, completamento del corpo centrale con la sua sopraelevazione di un piano nel 1950, costruzione della terza ala lungo via Gian Paolo Malanotti nel 1950, sistemazione del palazzo Bradolini Rota nel 1952 e, sempre nel 1952, demolizione degli antichi edifici lungo via del Fante con la realizzazione di un nuovo edificio. Quest'ultima costruzione, progettata dall'ingegner Giovanni Serravallo e dall'architetto Ferdinando Forlati, ospita il nuovo ingresso principale con la portineria, la cancelleria e la direzione, la cappella dei Superiori affrescata da Giuseppe Modolo, appartamenti per gli ospiti, il parlatoio e la grande aula accademica (aula magna) dedicata al pontefice Pio XII. L'inaugurazione del seminario completamente rinnovato nelle sue strutture avverrà nel 1954, alla presenza del cardinale Giacomo Lercaro, in sostituzione del cardinal Francesco Borgongini Duca che seppur invitato non poté partecipare perché malato. I seminaristi per l'anno scolastico 1955-1956 raggiunsero il numero di 266 (senza contare la scuola apostolica di Oderzo) distribuiti nei dodici anni degli studi: tre anni di scuola media, due anni di ginnasio, tre di liceo e quattro di teologia. Nel 1957 il vescovo Giuseppe Carraro fece acquistare a Cornigian di Zoldo una casa alpina per la villeggiatura estiva dei seminaristi e la intitolò a san Giuseppe. Il 28 gennaio 1957 dichiarò san Francesco di Sales patrono principale del seminario.
Nel 1959 Albino Luciani divenne vescovo di Vittorio Veneto e non essendo nuovo all'ambiente del seminario, era stato infatti professore e vicedirettore del seminario di Belluno, dedicò molto tempo e impegno alla cura dell'istituto. Si recava spesso in seminario per incontrare i responsabili, sollecitava offerte e raccolte fondi per coprire i debiti dell'istituto e talvolta assisteva agli esami degli alunni. Tra il 1962 e il 1965 il vescovo Luciani partecipò al concilio Vaticano II a da Roma inviò ai seminaristi delle lettere dal concilio.
Gli anni dell'episcopato di Antonio Cunial (1970-1982) videro un calo generale delle vocazioni. In relazione a queste difficoltà, il vescovo Cunial ribadì la collocazione del seminario maggiore in altra sede (ma con un inserimento adeguato e progressivo nella pastorale degli studenti di teologia), continuò a tenere aperto il seminario minore pur aprendo le scuole medie all'iscrizione di ragazzi esterni della zona di Vittorio Veneto. Nel 1971 venne aperta al pubblico la biblioteca del seminario che si trova al pian terreno dell'ala Brandolini Rota che si affaccia sulla piazza di Ceneda.
Il 15 giugno 1985 papa Giovanni Paolo II, nell'ambito del viaggio sulle orme del predecessore Giovanni Paolo I, lo stesso vescovo Luciani, visitò il seminario ed incontrò nel cortile i seminaristi e le loro famiglie. Nel 1986 aprì il Museo diocesano di arte sacra "Albino Luciani". Al suo interno sono custodite opere provenienti da diversi edifici sacri della diocesi: tra esse si annoverano firme di artisti come Tiziano Vecellio, Cima da Conegliano, Il Pordenone, Pomponio Amalteo, Palma il Giovane e Francesco da Milano.

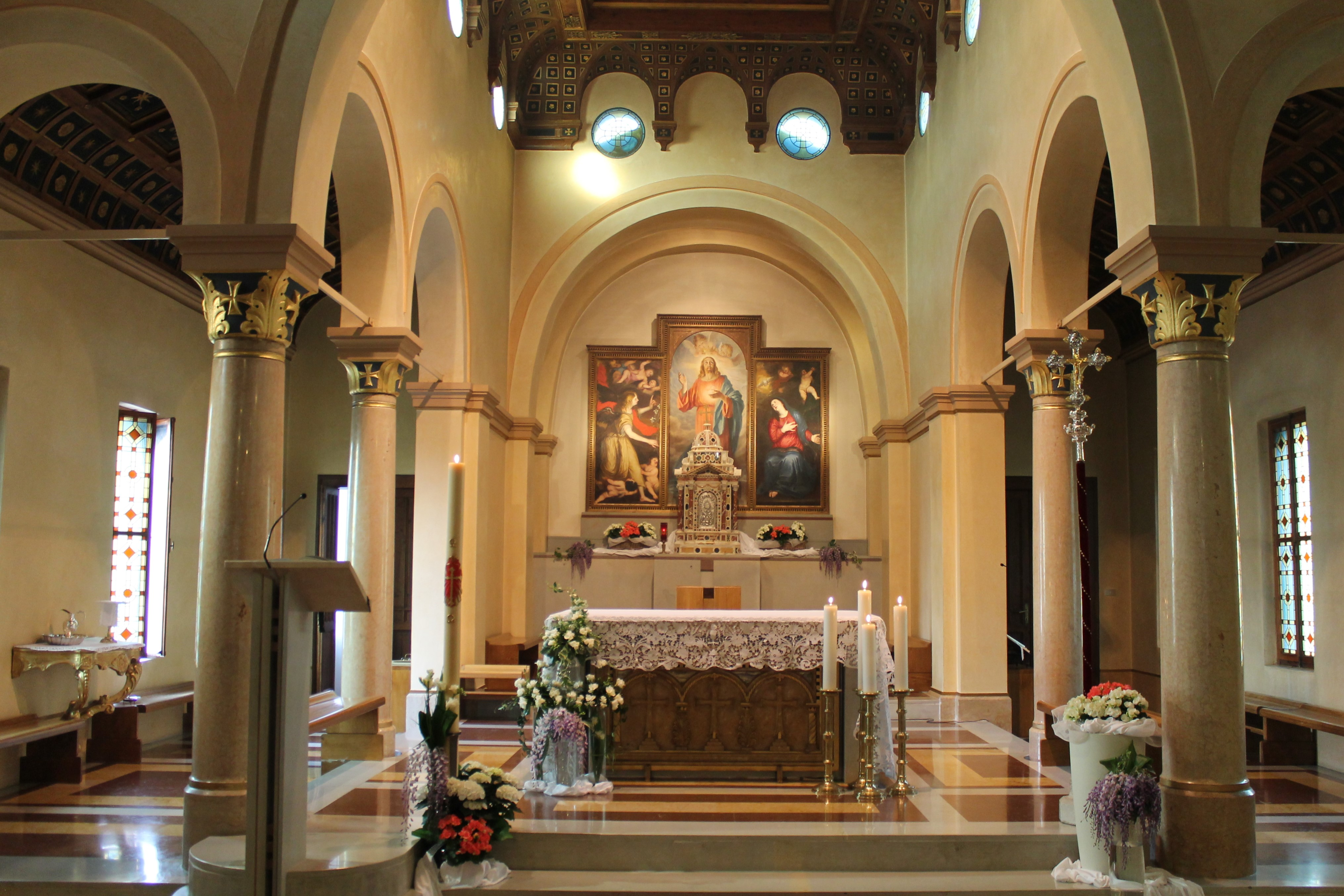
Il presbiterio della cappella del seminario dopo il restauro del 1987-1988

Il 15 febbraio 1987 si tenne l'anniversario dei 400 anni dalla nascita del seminario con una commemorazione e una solenne celebrazione in cattedrale presieduta dal patriarca di Venezia Marco Cé. Nell'anno del quattrocentenario verranno completati i lavori di restauro della cappella del Sacro Cuore e l'adeguamento dell'aula magna. La cappella è stata resa più corrispondente alle indicazioni liturgiche del concilio Vaticano II secondo il progetto dell'architetto Giuseppe D'Altoè e il nuovo altare è stato dedicato in una solenne celebrazione il 14 febbraio 1988. Sempre nel 1987, per volontà di Eugenio Ravignani e del presbiterio diocesano, nacque la comunità vocazionale rivolta ai giovani e agli adulti che non provengono dal seminario minore e intendono porsi sulla via del sacerdozio. La sua sede fu inizialmente la canonica di Premaor, piccola frazione del comune di Miane, per poi essere trasferita nel 2006 nella canonica di Castello Roganzuolo.
Nel 1996 venne inaugurato il Museo di scienze naturali e venne dedicato a don Antonio De Nardi, già rettore del seminario, insegnante di scienze e ricercatore. Il 23 novembre 2003, terminati lavori, il vescovo Alfredo Magarotto inaugura e benedice la ristrutturazione dell'ala sinistra del corpo centrale, dove trovano collocazione la zona giorno del seminario maggiore e le camere dei giovani del seminario maggiore e minore. L'11 novembre 2006 Giuseppe Zenti inaugura il nuovo Archivio storico diocesano spostatosi dalla curia vescovile al seminario nelle stanze del piano terra e del sotterraneo dell'edificio che ospita anche l'aula magna. Il 15 gennaio 2012 è inaugurata l'aula magna dopo nuovi lavori di restauro e di messa a norma. Il 15 gennaio 2013 si tiene la benedizione di una parte dei locali dell'ala che si affaccia su via Malanotti restaurati per ospitare la Caritas diocesana.
Il 15 novembre 2015, alla presenza del cardinale Beniamino Stella (originario della diocesi di Vittorio Veneto), viene inaugurato il restauro della casa "monsignor Lucchetta", che si trova nel perimetro del seminario lungo via Malanotti: è nata così la casa di prima accoglienza "don Vittorino Favero", aperta voluta e gestita dalla Caritas diocesana. Il 24 gennaio 2017, a sessant'anni dalla dichiarazione ufficiale a patrono del seminario, il vescovo Corrado Pizziolo ha benedetto la nuova statua di san Francesco di Sales che è stata posta nell'atrio della cappella del Sacro Cuore.

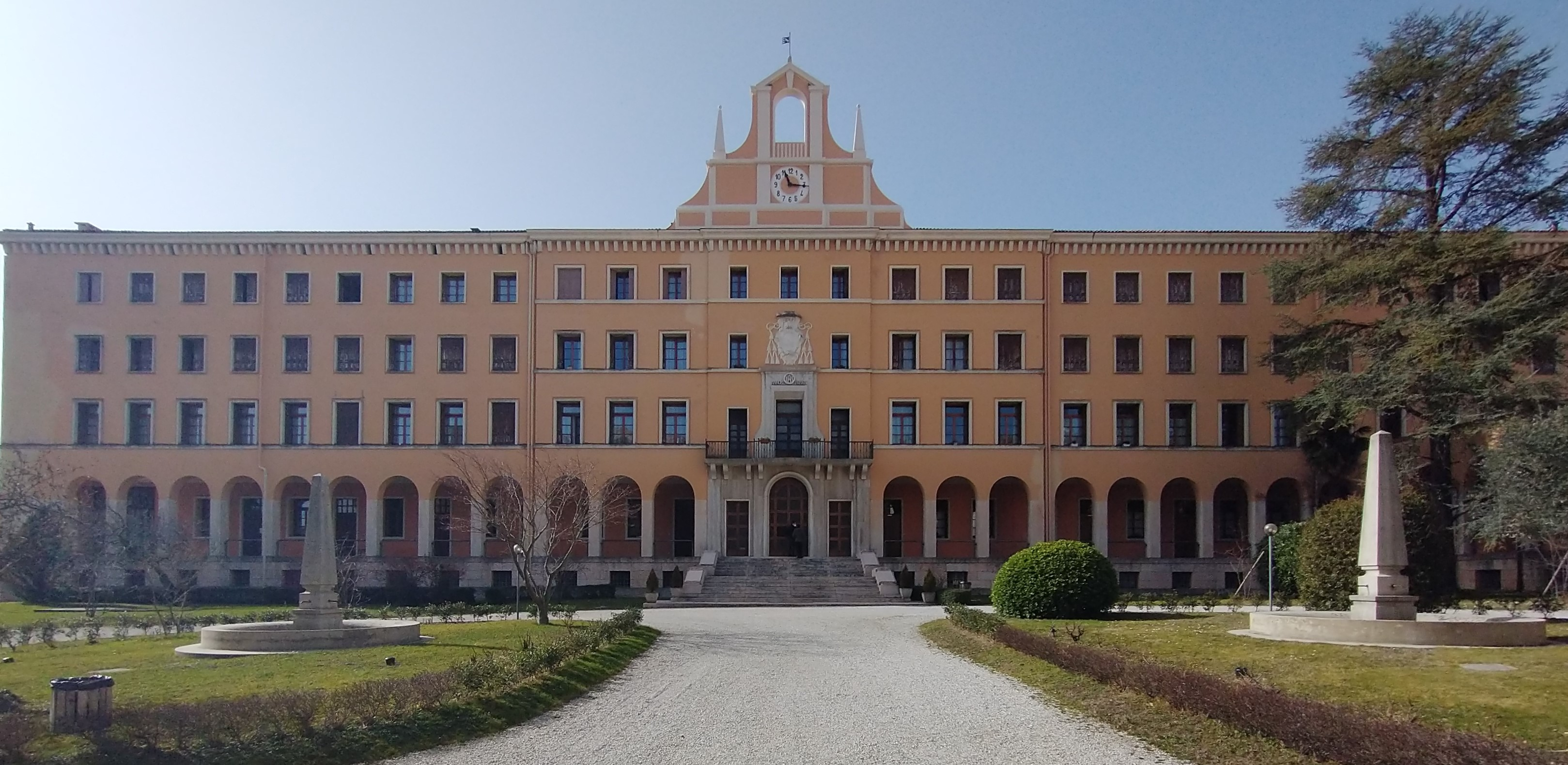
Facciata del Seminario dal cortile interno
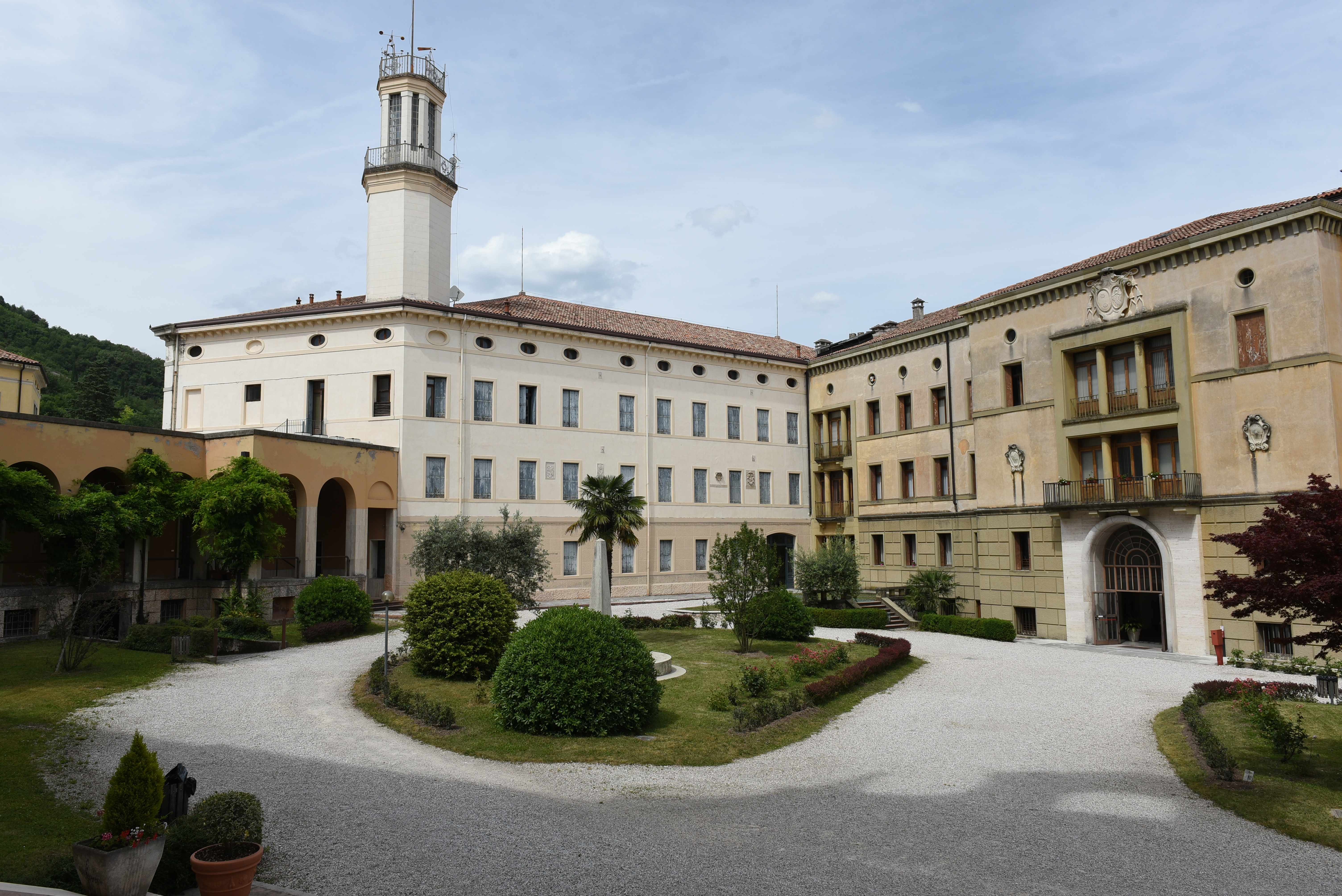
Il cortile interno del Seminario
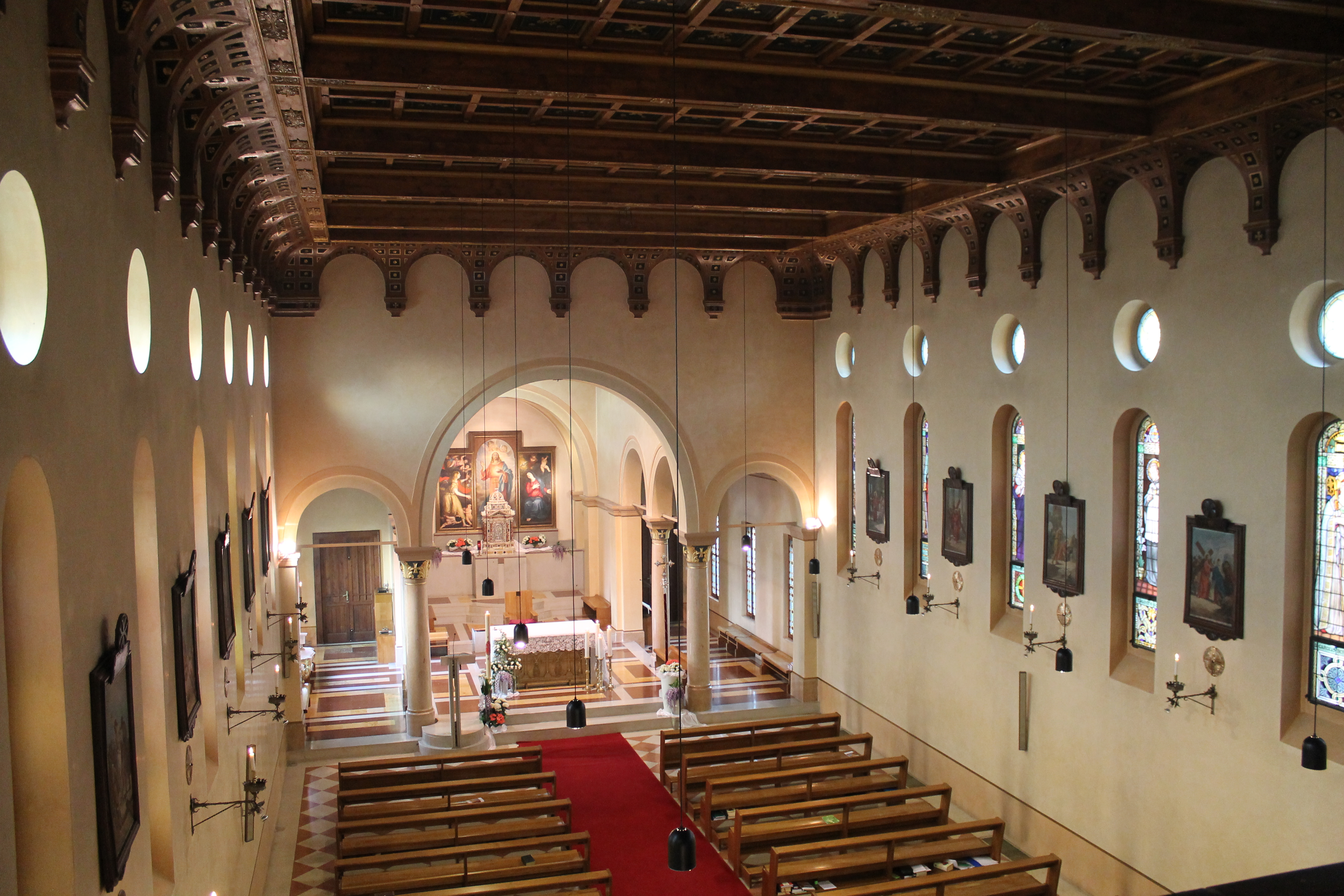
Cappella del Sacro Cuore in Seminario

## Istituzioni connesse

### Biblioteca diocesana del Seminario
La Biblioteca diocesana del Seminario, aperta al pubblico dal 1971, si trova al primo piano dell’ala Brandolini, il palazzo del Seminario che si affaccia su Piazza Giovanni Paolo I: vi si accede direttamente dalla Piazza, passando per l’atrio storico.
Per quanto riguarda la sua formazione ed il suo ampliamento si hanno notizie certe solo a partire dal 1913, quando mons. Domenico Visintin pubblicò la sua ricerca sul Bollettino ecclesiastico della Diocesi di Ceneda. All’epoca la Biblioteca possedeva 16.000 volumi, raccolta andata col tempo arricchendosi grazie a donazioni di chierici e laici, fino a superare i 70.000 volumi attuali.
La Biblioteca possiede soprattutto testi di teologia, di filosofia, di patristica, di esegesi biblica, di spiritualità, di liturgia, di storia ecclesiastica e civile (in particolar modo locale), letteratura italiana, latina e greca; arte sacra, ecc.; nella sala lettura, inoltre, sono a disposizione per la consultazione numerose enciclopedie e dizionari, come pure una vasta raccolta di periodici.
La Biblioteca vanta infine parecchi volumi antichi di pregio: codici, incunaboli, oltre milleduecento edizioni del XVI secolo ed una collezione di manoscritti.
Dal giugno 2019 è entrata a far parte del Sistema Bibliotecario del Vittoriese. La ricerca bibliografia nel catalogo si può quindi effettuare nel sito delle Biblioteche in Polo.

### Museo di scienze naturali "Antonio De Nardi"
In uno degli stabili del seminario ha sede il museo di scienze naturali "Antonio De Nardi". Il museo deve il suo nome a don Antonio De Nardi (1928-1994), insegnante di scienze naturali presso il Seminario, che creò questo museo nel quale trovano posto esemplari naturalistici presenti in un preesistente gabinetto di fisica, alcuni campioni raccolti da don Antonio stesso ed esemplari collezionati dai suoi predecessori (mons. Bianchini e mons. Buffon).
A caratterizzare il museo è l’attenzione significativa verso tutto il patrimonio naturalistico locale. Infatti nella vasta collezione di rocce (più di 800 reperti) troviamo rocce magmatiche, metamorfiche e sedimentarie tutte provenienti dal territorio vittoriese. Tra i minerali si possono osservare gruppi di stalattiti provenienti da Postumia.
Degni di nota tra i fossili vertebrati alcuni pesci fossili provenienti da Bolca e 9 campioni di Orso delle caverne provenienti da Velo (VR). I fossili invertebrati comprendono un gruppo di ammoniti locali. Campioni di lignite e derivati, esemplari di ambra con inclusioni, legni silicizzati e fossili vegetali provenienti da Bolca arricchiscono la sezione botanica.
Una citazione a parte merita la ricca collezione di uccelli, che offre una panoramica completa di tutta l’avifauna locale.
Il museo è stato inaugurato nel 1996 e riaperto nel 2016 dopo alcuni anni di chiusura per effettuare lavori di restauro degli ambienti e sistemazione delle collezioni.

### Museo diocesano di arte sacra "Albino Luciani"
All'ultimo piano di uno degli stabili del Seminario vescovile di Vittorio Veneto ha sede il museo diocesano di arte sacra "Albino Luciani".
Inaugurato l'8 marzo 1986, è stato notevolmente ampliato nel 2000, sia negli spazi espositivi, sia nel numero delle opere. Al suo interno sono custoditi lavori provenienti da diversi edifici sacri della diocesi di Vittorio Veneto: tra essi si annoverano quelli di artisti come Tiziano Vecellio, Cima da Conegliano, Il Pordenone, Pomponio Amalteo, Palma il Giovane e Francesco da Milano.
Il Museo ebbe origine dall'iniziativa di S.E Mons. Giuseppe Zaffonato, vescovo di Vittorio Veneto, che dal 1944 al 1956 promosse una campagna di recupero nel territorio diocesano di tutte le opere d'arte sacra più esposte al degrado e al pericolo di furti.
Le opere, salvate grazie all'impegno di don Rino Bechevolo, furono raccolte in un primo tempo presso i locali del Seminario e sono state via via oggetto di restauro.
Agli inizi degli anni ottanta risale l'importante recupero e la rifunzionalizzazione degli spazi del sottotetto del Seminario, su progetto dell'architetto Mario Cittolin, al fine di allestire il Museo diocesano d'Arte Sacra. Sempre su progetto dell'architetto vittoriese si è dato avvio all'intervento di allestimento che ha portato nel 1986 all'inaugurazione della prima ala. Nel 2002, con l'acquisizione della ricca collezione di mons. Antonio Moret (comprendente circa sessanta dipinti, in particolare di epoca contemporanea, numerosi arredi sacri ed una sezione archeologica), è stata inaugurata la seconda parte del Museo.

### Studio Teologico Interdiocesano Treviso-Vittorio Veneto
Presso il Seminario di Vittorio Veneto si tengono in alcuni giorni le lezioni dello Studio Teologico Interdiocesano Treviso-Vittorio Veneto.
Lo Studio Teologico Interdiocesano di Treviso – Vittorio Veneto sorge nel 1970 per rispondere alla necessità di riorganizzare la formazione teologica dei candidati al Sacerdozio ministeriale disposta dal Concilio Vaticano II (cf. decreto Optatam totius, nn. 13-18).
Con questa intenzione, su indicazione dei Vescovi delle due Diocesi, venne elaborata la Ratio Studiorum comune che porta a fondere in un unico Studio Teologico Interdiocesano le due Scuole di Teologia, tenendo conto sia delle tradizioni che delle esigenze locali circa la formazione teologica.
Fin dall’inizio sono stati espressi il desiderio e la volontà che dall’unione delle due Scuole di Teologia, mentre risultava arricchito il corpo dei docenti, non venissero ridotti il numero e la presenza, nelle rispettive diocesi, di esperti di discipline teologico-pastorali, sia per la formazione permanente del clero locale, sia per l’istituzione di corsi e di scuole di formazione teologica per i laici. La primitiva “Programmazione generale”, attivata in fase di sperimentazione negli anni scolastici 1970-71 fino al 1977-78, è stata successivamente rivista e aggiornata in coincidenza con il rinnovo dell’affiliazione alla Facoltà Teologica dell’Italia Settentrionale, dalla quale era stata approvata la precedente “Programmazione generale”. Tale affiliazione è poi continuata fino al 2006, quando nel piano del riordino degli studi teologici in Italia promossa dalla Conferenza Episcopale Italiana, è stata eretta la Facoltà Teologica del Triveneto.
Lo Studio Teologico Interdiocesano Treviso – Vittorio Veneto è affiliato alla Facoltà Teologica del Triveneto dal 15 marzo del 2006 con decreto della Congregazione per l’educazione cattolica (prot. n. 358/2006).

### Archivio storico diocesano
L'Archivio storico diocesano di Vittorio Veneto, in passato detto anche Archivio Vescovile e poi Archivio Curiale, oggi ha sede presso il Seminario di Vittorio Veneto. L'Archivio è denominato Archivio Diocesano perché l'ente cui fa riferimento è la Diocesi in tutte le sue istituzioni, nei suoi uffici e nelle sue attività.
Il materiale conservato copre uno spazio di tempo che va dal XII secolo sino ai giorni nostri.
Lungo la storia ebbe la sua sede in luoghi diversi: dapprima presso il castello di San Martino, sede vescovile, poi nel periodo della soppressione napoleonica, nel Convento dei Francescani di Vittorio Veneto; in seguito in una casa vicina alla Cattedrale e poi (dal 1908) in Seminario; poi per molti anni ha trovato spazio all'ultimo piano del Palazzo Ascoli-Zuliani, sede della Curia Vescovile. La sede definitiva, dal novembre 2006, è ospitata nuovamente dal Seminario Vescovile. I locali sono stati adeguatamente ristrutturati ed adeguati alle esigenze e alle normative archivistiche.

### Caritas diocesana di Vittorio Veneto
La Caritas diocesana di Vittorio Veneto ha sede presso l'ala del fabbricato del Seminario di Vittorio Veneto che si affaccia su via Malanotti.
Sempre in uno stabile del Seminario la Caritas ha aperto la casa di prima accoglienza "don Vittorino Favero".

## Rettori
Questa la successione dei rettori del seminario di Vittorio Veneto dalla sua fondazione:
- Paolo Renato Fenici (suddiacono): 1587 - 1592
- Alberto De Bertis: 1592 - 1597
- Paolo Renato Fenici (sacerdote): 1597 - ?
- Andrea Lisonetti: ? - 1637
- Taddeo Masieri: ? - 1676
- Valerio Valeri: ? - 1689
- Giambattista Bonei: 1691 - ?
- Filippo Barisani: ? - 1721
- Egidio Forcellini: 1724 - 1731
- Daniele Zanetti: 1731 - 1735
- Fabris: 1735 - 1740
- Nicola Mazzini: 1740 - 1745
- Lodovico Dal Molin: 1745 - 1767
- Giambattista Modilini: 1767 - ?
- Nicolò Nardi: ? - 1788
- Antonio Rainis: 1788 - 1794
- Giovanni Cristofoli: 1794 - ?
- Girolamo Carnielutti: 1804 - ?
- Antonio Bevilacqua: ? - 1814
- Girolami Carnielutti (II): 1814 - 1817
- Pietro Antonio Vando: 1817 - 1840
- Antonio Gava: 1840 - 1843
- Giambattista Favero: 1843 - 1850
- Carlo Meccarini: 1850 - 1859
- Luigi Spagnol: 1859 - 1871
- Giovanni Paoletti: 1871 - 1872
- Ignazio Frezza: 1872 - 1874
- Antonio Vian: 1874 - 1880
- Ignazio Frezza (II e simultaneamente parroco): 1880 - 1882
- Giovanni Busetti: 1882 - 1885
- Gio Batta Monti: 1885 - 1887
- Eugenio Meggiolaro: 1887 - 1893
- Antonio Vian (II): 1893 - 1897
- Giovanni Busetti (II e simultaneamente parroco): 1897 -1898
- Luigi Lardera: 1898 - 1899
- Sebastiano Dall'Anese: 1899 - 1905
- Andrea Caron (vescovo di Ceneda tra il 1908 e 1912): 1905 - 1912
- Domenico Visintin (prorettore): 1912 - 1915
- Emilio Antoniazzi (simultaneamente parroco): 1915
- Francesco Pasin (prorettore): 1915 - 1917
- Domenico Visintin (II, prorettore): 1919
- Pietro Pieropan: 1919 - 1921
- Francesco Pasin (prorettore): 1921 - 1922
- Granzotto Eugenio: 1922 - 1931
- Costantino Stella: 1931 - 1944
- Felice Sacilotto (prorettore): 1944 - 1946
- Fortunato Zoppas: 1946 - 1952
- Giovanni Rosolen: 1952 - 1963
- Giovanni Dal Col: 1963 - 1972
- Antonio De Nardi: 1972 - 1982
- Piersante Dametto: 1982 - 1992
- Angelo Ranon: 1992 - 1996
- Graziano De Nardo: 1996 - 2005
- Bruno Daniel: 2005 - 2013
- Gianluigi Papa: 2013 - 2018
- Luigino Zago: 2018 - 2023
- Paolo Astolfo: 2023 - in carica